# لالایی

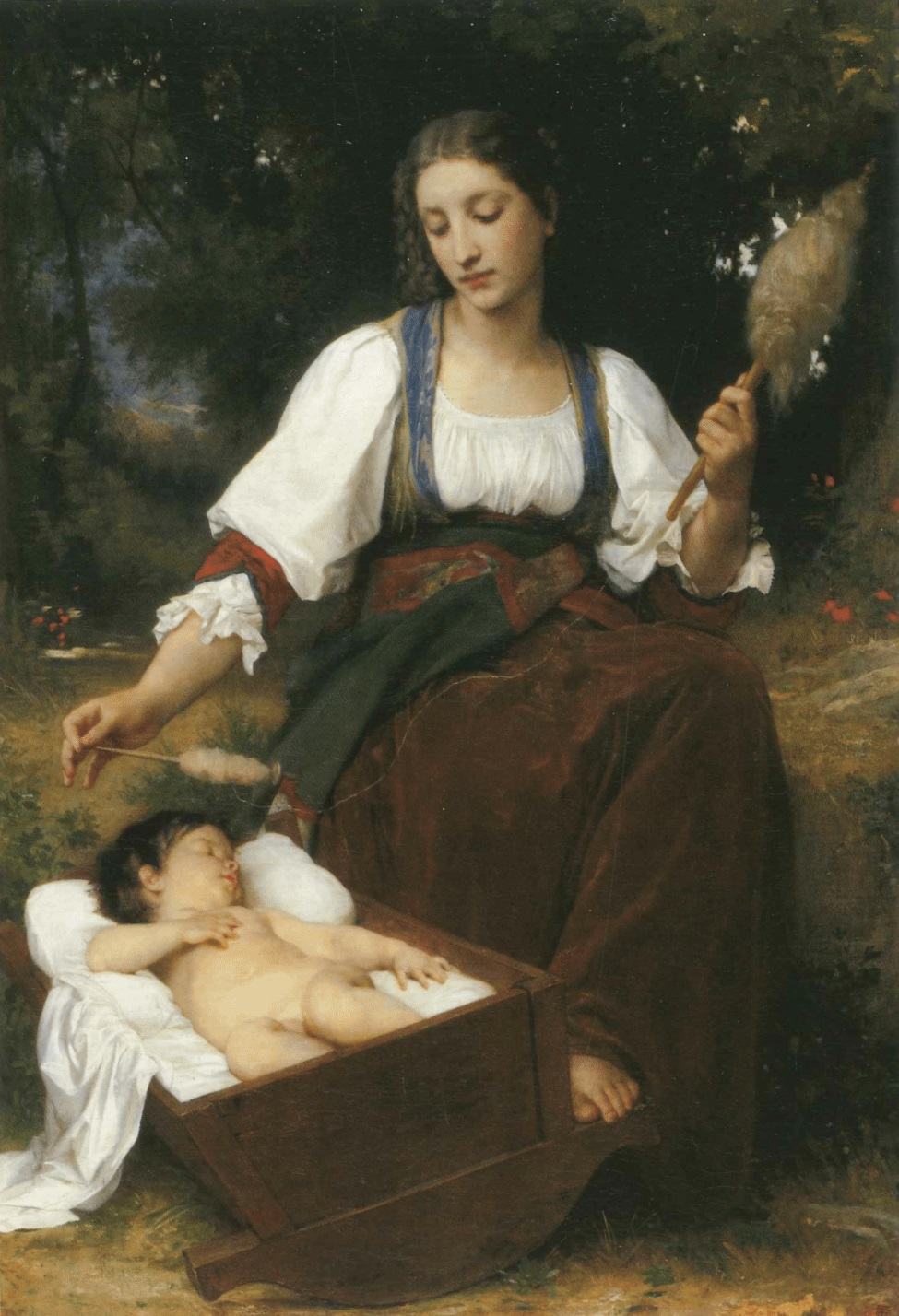
نقاشی لالایی، اثر ویلیام-آدولف بوگرو

لالایی آهنگ یا شعری آرامش‌دهنده است که معمولاً برای کودکان پیش از خواب خوانده می‌شود. هدف لالایی خواندن، آرامش‌دادن به کودکان و این که بتوانند راحت‌تر و زودتر بخوابند. در نتیجه، لالایی‌ها بیش از همه ساده و تکراری هستند. لالایی‌ها را می‌توان در هر فرهنگ و در همه دوره‌های باستانی یافت.

## ریشه‌شناسی
ریشه واژه لالایی مشخص نیست. اینکه واژه «لالا» به معنی خواب، از واژه «لالایی» آمده یا «لالایی» از واژه «لالا» گرفته شده مشخص نیست.
وجود واژه‌های مشابه در زبان‌های دیگر مانند «لالابای» (Lullaby) در زبان انگلیسی، «لالاره» در زبان لاتین، «لولن» در زبان آلمانی، و «لولا» در زبان سوئیسی می‌تواند بیانگر ریشه یکسان تاریخی این واژه‌ها باشد.

## سادگی
علت همه‌گیر بودن، دلنشینی و اهمیت لالایی، ساخت ساده و محتوای عاطفی آن است که خواندن این نواها را برای همه مادران ممکن می‌سازد. از اینرو هر مادری، بدون توجه به اینکه شاعر، نوازنده یا آهنگساز باشد می‌تواند از روی طبیعت خود و عشق به فرزند، با شعر برای فرزندش درد دل کند و برایش آواز بخواند.

## درونمایه ترسناک
برخی از لالایی‌ها، محتوایی ترسناک دارند.

### دوران باستان
یکی از نخستین لالایی‌های مکتوب تاریخ بشر، سنگ نبشته‌ای به خط میخی مربوط به ۴۰۰۰ هزار سال پیش است که در دوران تمدن بابل (عراق امروزی) کشف شده است. با وجود اینکه این لالایی برای خواباندن کودک خوانده می‌شده، اما محتوای آن، ترسناک و دور از ایجاد حس آرامش است. زیرا در آن کودک را از ایجاد سر و صدا و مزاحمت برای خداوندگار یا دیو خانه می‌ترساند و به کودک هشدار می‌دهد که در صورت ساکت نشدن، دیو او را خواهد خورد.

### زبان انگلیسی
در زبان انگلیسی لالایی معروفی به نام "Rock-a-Bye Baby" با این محتوا وجود دارد:
| تاب بخور فرزندم      |  | در نوک درخت             |
| وقتی باد بوزد        |  | گهواره تاب می‌خورد       |
| وقتی شاخه درخت بشکند |  | گهواره سقوط می‌کند       |
| و سقوط خواهد کرد     |  | کودک و گهواره و همه چیز |

### کنیا
یک لالایی در شرق کنیا هم از خورده شدن کودک توسط «هاینا» یا دیو در صورت نخوابیدن خبر می‌دهد.

### زبان فارسی
گفته می‌شود که شاید عبارت «لولو میاد می‌خوردت» نیز از لالایی وارد ادبیات مادران شده باشد.

## در ایران
در مناطق مختلف ایران به جای ترساندن کودک از «لولو خورخوره»، به کودک، خبرهای خوبی مانند مژده فرارسیدن بهار، بازگشت پدر، گل، طول عمر و سلامتی داده می‌شود.

### گوناگونی
در مناطق مختلف ایران، گوناگونی موسیقی، کلام، نوع صدا و تحریر، مقام‌ها و فراز و فرودها در لالایی‌ها در نتیجه گوناگونی آب و هوا است. برای نمونه، در مناطق کوهستانی یا عشایر مرزنشین، لالایی جنبه حماسی دارد. مثلا در کردستان بچه را به شکار و سوارکاری تشویق می کنند تا پهلوان و قوی بشود: «من می‌خوام سوار اسب بشی، آهو شکار کنی...» یا «بغداد مثل یک لیمو در دست توست یعنی قدرت داری». اما در مناطق کویری سرسبز نیستند و مردم، زندگی آرام‌تری دارند صحبت از گل و گیاه در لالایی برای آنها مهم هست. اما درونمایه همه این لالایی‌ها دعا و بیان دوستی مادر به فرزند است.
در بعضی از لالایی‌های ایران، مادر صدای خود را بدون گفتن شعر به کودک منتقل می‌کند: مثلا می‌گوید «لاوَه لاوَه کَم، هُو هُو هُو هُو هُو هُو»
مردم کرددر فرهنگ مردم کرد نیز لالایی جایگاه والایی دارد. در لالایی مردمان کرد، مادران احساسات خود را نسبت فرزندشان و فردای روشن و شاد را در شعرهای ساده برای او زمزمه میکنند. مثلا در نمونه ای از لالایی که حتی در ترانه بزرگ سالان نیز از ان استفاده شده چنین آمده است:
لای لای گۆلم لای لە باخی دیدە(لالایی ای گل باغ چشمانم)
ئارام بنیشە و شادی ببینە(آرام باش و خواب خوش ببین)

### تربت جام
درونمایه لالایی تربت جام مادر از زندگی روزمره، احساس دوستی عمیق به کودکش و گاه از غم تنهایی و فراق می‌گوید:
| لالالالا گٌلِی قندُم    |  | به دیدار تو خرسندُم |
| بده عُمری به فرزندُم   |  | به فرزندِ کِرامندُم   |
| لالالالا به دیدِ تو   |  | به سارُقِ سفیدِ تو    |
| باباجان بام سفر داری |  | بیایِ به امید تو    |

### گرگان
نمونه‌ای از لالایی مردم گرگان:
| لای لای لای، گل لاله |  | پلنگ در کوه چه می‌ناله |

### لرستان
لالايی‌های لرستان را از نقطه نظر توجه به جنسيت فرزند به دو دسته می‌توان تقسيم نمود: دسته‌‌ی اول لالايی‌هايی هستند كه بی‌توجه به جنسيت فرزند بيان می‌شوند (لالايی‌های عمومی) و دسته‌ی دوم نيز لالايی‌هايی هستند كه به طور اختصاصی‌ برای دختر و يا پسر خوانده می‌شوند. 

### موسیقی
لالایی‌ها در عین حال که بیان حس مادرانه را در خود دارند و اعتماد و اطمینان و تنها نبودن را به کودک منتقل می کنند تا احساس امنیت کرده به خواب رود، از نظر موسیقی هم دارای اهمیت هستند. بیشتر لالایی‌های ایران با آواز دشتی و گویش بختیاری در دستگاه شور زمزمه می‌شوند. زیرا بیشتر مادران، موسیقی‌دان یا آهنگساز نیستند اما وقتی نغمه‌ای را زمزمه می کند، موسیقی آن در دشتی و دشتستانی است.